# HD 176246
HD 176246，又名CD-2513614，SAO 187562、HR 7168，是一颗恒星，视星等为6.36，位于銀經11.31，銀緯-12.94，其B1900.0坐标为赤經18h 54m 16.6s，赤緯-25° -12.94′ 52″。